# Historicisme
|  | No s'ha de confondre amb Historicisme arquitectònic. |

L'historicisme (en alemany, historismus) designa aquelles doctrines filosòfiques que consideren tota la realitat humana com el producte d'un esdevenir històric i la condició humana com a inscrita en unes coordenades existencials ineludibles de naturalesa històrica, lingüística... S'empra a partir del romanticisme alemany.
El concepte pot ser entès de dues maneres diferents. És, d'una banda, una noció usada en el debat al voltant de la filosofia de la història per descriure la tesi de la radical dependència del present respecte del passat d'un grup. Per als romàntics, l'historiador autèntic havia de ser alhora historiador i profeta. (Troeltsch), de manera que la història havia d'oferir també les claus bàsiques per a interpretar el futur. Aquesta tesi ha estat debatuda, amb arguments diversos, per filòsofs com Edmund Husserl, Ernst Troeltsch i Martin Heidegger.
Però l'historicisme fou, a més, un moviment d'historiadors, liderats per Niebuhr i l'antihegelià i herderià Ranke, molt important en el segle xix, que afirmà la historicitat radical de les formes de vida i es dedicà a l'estudi de la història nacional que per a ell és la forma en què la Idea d'humanitat es realitza temporalment, tesi que ha tingut, a més, influències significatives en el pensament feixista del segle xx. Per a l'historicisme, l'Historik (la teoria de la història) condensa el moviment de refundació i de codificació de les regles del mètode històric. En aquest sentit l'historicisme és estàtic i això l'oposa a la historicitat concreta que sempre és dinàmica.
Conceptualment, l'historicisme és adversari de la Il·lustració. Mentre per als il·lustrats, i bàsicament per a Voltaire, la història és l'expressió del progrés de la raó, per als historicistes en la història es retroba bàsicament l'esperit del poble d'essència eterna.
En definitiva, l'historicisme es concep com un tipus de determinisme (del present respecte del passat) i del col·lectiu respecte als individus concrets, i tendeix a relativitzar conceptes com el de veritat històrica. Per això ha estat condemnat reiteradament pel pensament cristià. Segons l'encíclica Fides et ratio, per comprendre correctament una doctrina del passat, aquesta ha de ser presentada en el seu context històric i cultural, però la contextualització tot i ser necessària no és cap condició suficient. L'historicisme consisteix al contrari a establir la veritat d'una filosofia a partir de la seva adequació a un període determinat i una tasca determinada en la història, negant almenys implícitament la validesa perenne de la veritat.

## Crítiques
L'historicisme ha estat denunciat per diversos pensadors conservadors alemanys del segle xix (Carl Schmitt, Karl Löwith i Hans Blumenberg) com una forma actual de la secularització que atorga a la història un paper equivalent al que anteriorment tenia Déu. Léo Strauss a Dret natural i història és un exemple d'aquest plantejament que considera l'historicisme com un relativisme. En aquest sentit seria un component fonamental del nihilisme contemporani.
L'historicisme, entès com la hipòtesi segons la qual la història és un criteri que permet predir els esdeveniments futurs, fou criticat pel filòsof Karl Popper a Misèria de l'historicisme (1955). Hi denunciava com a metafísica i falsa ciència tota "aproximació a les ciències socials que assumeix que la predicció històrica és el seu objectiu principal, i que assumeix que el seu objectiu és assolible mitjançant el descobriment dels "ritmes", o els "patrons", les "lleis" o les "tendències" subjacents a l'evolució de la història".